# Jordan Webb (Eishockeyspieler)
Jordan Webb (* 10. Februar 1981 in Nepean, Ontario) ist ein kanadischer Eishockeyspieler, der zuletzt beim EHC München in der Deutschen Eishockey Liga unter Vertrag stand.  

## Karriere
Jordan Webb begann seine Karriere als Eishockeyspieler am Union College, das er von 2001 bis 2005 besuchte, während er parallel für dessen Eishockeymannschaft in der National Collegiate Athletic Association aktiv war. Anschließend wechselte der Angreifer nach Deutschland, wo er zunächst je ein Jahr lang beim EV Landsberg und die Hannover Indians in der drittklassigen Oberliga unter Vertrag stand. Zur Saison 2007/08 wechselte er innerhalb der Oberliga zum ESV Kaufbeuren, mit dem er in der Saison 2008/09 als Meister der Oberliga-Süd in die 2. Bundesliga aufstieg. Zu diesem Erfolg trug er mit 136 Scorerpunkten, davon 43 Tore, in 66 Spielen maßgeblich bei. Auch in der 2. Bundesliga konnte er überzeugen und er wurde gleich in seinem ersten Zweitligajahr mit 72 Punkten gemeinsam mit Justin Kelly Topscorer der Liga.  
Zur Saison 2010/11 wurde Webb EHC München verpflichtet. Für den Aufsteiger erzielte er in seiner ersten Spielzeit in der Deutschen Eishockey Liga in insgesamt 28 Spielen 18 Scorerpunkte, davon zehn Tore.

## Erfolge und Auszeichnungen
- 2009 Meister der Oberliga Süd und Aufstieg in die 2. Bundesliga mit dem ESV Kaufbeuren
- 2010 Topscorer der 2. Bundesliga (gemeinsam mit Justin Kelly)

## Statistik
(Stand: Ende der Saison 2010/11)